# مونگ چیانگ
مونگ چیانگ (انگلیسی: Mung Chiang؛ زادهٔ ۱۹۷۷) مهندس برق < دانشمند رایانه اهل ایالات متحده آمریکا است. وی عضو پیوسته انجمن مهندسان برق و الکترونیک است.